# Хаяте (1925)
«Хаяте» (Hayate, яп. 疾風) — ескадрений міноносець Імперського флоту Японії, який брав участь у Другій світовій війні (перший японський есмінець, що загинув у цьому конфлікті).
Корабель, який став четвертим (за датою закладання) серед есмінців типу «Камікадзе», спорудили у 1925 році на корабельні компанії Ishikawajim у Токіо.
У травні 1938-го під час Другої японо-китайської війни «Хаяте» взяв участь в операції проти порту Амой (Сямень), розташованого біля південного входу до Тайванської протоки. Всього тут залучили загін із 1 важкого крейсера, 4 легких крейсерів та 10 есмінців, проведені яким бомбардування допомогли десанту морських піхотинців захопити Амой за дві доби.
На момент вступу Японії до Другої світової війни «Хаяте» належав до 29-ї дивізії ескадрених міноносців, яка підпорядковувалась Четвертому флоту. Останній мав головну базу на атолі Трук у центральній частині Каролінських островів та на початковому етапі війни здійснив ряд операцій для розширення японського контролю в Мікронезії та вторгнення до Меланезії.
8 грудня «Хаяте» та ще п'ять есмінців і три легкі крейсери рушили з Кваджелейну для захоплення острова Вейк (вісім сотень кілометрів на північ від Маршаллових островів). У перші години 11 грудня японський загін наблизився до Вейку для проведення артилерійської підготовки перед висадкою. Одна з розташованих на острові берегових батарей відкрила вогонь зі 127-мм гармат та вже другим залпом накрила «Хаяте». Есмінець поцілили один чи два снаряди, які, ймовірно, викликали детонацію боєзапасу в кормовому торпедному апараті. Корабель розломився та затонув за дві хвилини, загинув майже весь екіпаж — 168 осіб, тоді як урятуватись вдалось лише одному морякові.
У підсумку вогонь берегових батарей та поява в небі кількох літаків призвели до скасування операції (а на відході авіація потопила ще й есмінець «Кісарагі»). Втім, уже 23 грудня Вейк буде захоплений наступним, значно потужнішим японським загоном.